# 李於阳
李于阳（1784年—1826年），字占亭，号即园。其祖为太和县望族，即园二岁时，随父迁居民明。他善于诗，亦能词，诗名满昆华、苍洱之间，与民明藏纲孙、额淳、强磺、楚雄池春生并称为“昆华五子”。其著作有《苍华诗文策》、《外集》、《诗话》、《诗余》、《偶编》等，今传《即园诗钞》十四卷。李於阳的诗，题材非常广泛。刘大绅《〈即园诗钞〉序》中说：  “其于骨肉友朋、天下国家、人品风化、山川草木、死生离合、治忽安危、贞奸贤侯、良秸灵赎，一系之于诗。”